# 福ちゃん荘
福ちゃん荘（ふくちゃんそう）は、山梨県甲州市に存在する山小屋。1941年（昭和16年）に営業を開始、80年以上の歴史を有する。

## 概要
大菩薩連嶺への登山をする者らが利用する木造二階建ての山小屋である。宿泊施設のほか昼食を取ることができる食堂や売店を併設する。年中無休ではあるが冬期間の宿泊は予約時のみの営業となる。

## 報道・映像の中の福ちゃん荘
- 1969年（昭和44年）11月5日早朝、福ちゃん荘に宿泊していた赤軍派53人が一斉に摘発される事件（大菩薩峠事件）の舞台になった。赤軍派のメンバーは首相官邸や警視庁襲撃を計画。赤軍派とは関係のない福ちゃん荘に山岳部と称して宿泊、近隣の山中で訓練を行っていた[2]。彼らは福ちゃん荘の中で会議をすることもなく、普通の登山者よりもおとなしい存在であり[3]、山小屋側としては寝耳に水であった[4]。

- 2002年（平成14年）9月12日、当時の皇太子と雅子妃が登山の際、休憩に利用したことが報じられた[5]。
- 2006年（平成18年）公開の若松孝二監督の映画『実録・連合赤軍 あさま山荘への道程』の撮影に使用された[6]。

## アクセス
- 国道20号の景徳院交差点から山梨県道218号に入り、道なりに唐松尾根分岐点へ。